# Ahmed al-Katib
Sayyid Ahmed al-Hasan al-Katib (Arabisch: سيد أحمد الحسن الخطيب), gewoonlijk gespeld als Ahmed al-Katib (ook wel: Ahmed al-Khatib of Ahmed Khatib) (As-Suwayda, 1933 - Damascus, 1982) was een Syrisch president.
Khatib, een lid van de Ba'ath-partij, werd 18 november 1970, na de staatsgreep van luchtmachtgeneraal Hafiz al-Assad, benoemd tot president van Syrië. Hij fungeerde als "tussenpaus" totdat op 22 februari 1971 Hafiz al-Assad zelf het presidentschap op zich nam.